# (290) Bruna
(290) Bruna est un astéroïde de la ceinture principale découvert par Johann Palisa le 20 mars 1890.
Il a été nommé d’après la ville de Brno en 1892 à la suggestion du conseiller de la cour de Vienne August Biela. En 1993, un autre astéroïde a été nommé d’après Brno : (2889) Brno.